# Arcieparchia di Arbil
L'arcieparchia di Arbil (o Erbil) dei Caldei (in latino: Archieparchia Arbilensis Chaldaeorum) è una sede della Chiesa cattolica caldea in Iraq. Nel 2022 contava 16.850 battezzati. È retta dall'arcieparca Bashar Warda, C.SS.R.

## Territorio
L'arcieparchia comprende la città e il territorio di Arbil. Ad Ankawa, nei sobborghi di Arbil, si trova la cattedrale di San Giuseppe.
Il territorio è suddiviso in 8 parrocchie.

## Storia
Arbil fu un'antica sede metropolitana dell'Adiabene (attuale Iraq nordorientale). Secondo le Cronache di Erbil (VI secolo), la sede risale al II secolo ed ebbe una serie ininterrotta di circa 18 vescovi, in comunione con l'oecumene cristiana, a partire da Pkidha all'inizio del II secolo e fino al sinodo di Beth Lapat del 484, quando la Chiesa d'Oriente si separò dalle altre Chiese cristiane e dette origine a quella che è comunemente chiamata Chiesa nestoriana. Di questi vescovi tuttavia, il primo e l'unico documentato storicamente fu Daniele, che prese parte ai concili della Chiesa persiana nel 410 e nel 424.
Verso il XIII secolo Arbil perse il rango di sede metropolitana a favore della sede di Mosul. Uno degli ultimi arcivescovi di Arbil fu fra i tre vescovi che riconobbero l'elezione del primo patriarca cattolico, Shimun VIII Sulaqa.
Agli inizi del XVII secolo la diocesi scomparve. I pochi villaggi della regione rimasti cristiani aderirono al cattolicesimo verso la fine del XVIII secolo; nell'Ottocento è attestata una sparuta comunità caldea a Arbil, inclusa nel territorio dell'arcieparchia di Kirkuk.
L'aumento della popolazione cattolica nel corso del Novecento, ha portato il 7 marzo 1968 alla restaurazione dell'antica arcieparchia, il cui territorio è stato ricavato da quello di Kirkuk.

## Cronotassi degli arcivescovi
Si omettono i periodi di sede vacante non superiori ai 2 anni o non storicamente accertati.
- Stéphane Babaca (Babeka) † (28 ottobre 1969 - 5 agosto 1994 ritirato)
- Hanna Markho † (5 agosto 1994 - 23 ottobre 1996 deceduto)
- Jacques Ishaq † (7 maggio 1997 - 4 maggio 1999 dimesso)
- Yacoub Denha Scher † (12 gennaio 2001 - 8 gennaio 2005 deceduto)
  - Sede vacante (2005-2010)
- Bashar Warda, C.SS.R., dal 24 maggio 2010

## Statistiche
L'arcieparchia nel 2022 contava 16.850 battezzati.
| anno | popolazione | popolazione | popolazione | presbiteri | presbiteri | presbiteri | presbiteri                | diaconi | religiosi | religiosi | parrocchie |
| anno | battezzati  | totale      | %           | numero     | secolari   | regolari   | battezzati per presbitero | diaconi | uomini    | donne     | parrocchie |
| ---- | ----------- | ----------- | ----------- | ---------- | ---------- | ---------- | ------------------------- | ------- | --------- | --------- | ---------- |
| 1969 | 7.600       | 450.000     | 1,7         | 6          | 5          | 1          | 1.266                     |         | 1         | 2         | 5          |
| 1980 | 9.650       | ?           | ?           | 7          | 6          | 1          | 1.378                     |         | 1         | 2         | 6          |
| 1990 | 12.530      | ?           | ?           | 6          | 5          | 1          | 2.088                     |         | 1         | 2         | 7          |
| 1999 | 12.000      | ?           | ?           | 5          | 5          |            | 2.400                     | 1       |           | 8         | 5          |
| 2000 | 11.492      | ?           | ?           | 5          | 5          |            | 2.298                     | 1       |           | 11        | 5          |
| 2001 | 11.330      | ?           | ?           | 5          | 5          |            | 2.266                     | 1       |           | 8         | 5          |
| 2002 | 11.750      | ?           | ?           | 6          | 6          |            | 1.958                     | 1       |           | 8         | 5          |
| 2003 | 12.000      | ?           | ?           | 6          | 6          |            | 2.000                     | 1       |           | 8         | 5          |
| 2004 | 12.200      | ?           | ?           | 5          | 5          |            | 2.440                     | 4       |           | 6         | 5          |
| 2009 | 20.000      | ?           | ?           | 5          | 5          |            | 4.000                     | 6       |           | 11        | 5          |
| 2012 | 30.000      | ?           | ?           | 6          | 6          |            | 5.000                     | 6       | 2         | 22        | 7          |
| 2015 | 34.900      | ?           | ?           | 11         | 11         |            | 3.172                     | 7       |           | 70        | 7          |
| 2018 | 30.000      | ?           | ?           | 15         | 13         | 2          | 2.000                     | 5       | 2         | 42        | 7          |
| 2020 | 16.420      | ?           | ?           | 14         | 13         | 1          | 1.172                     | 5       | 1         | 52        | 8          |
| 2022 | 16.850      | ?           | ?           | 17         | 13         | 4          | 991                       | 5       | 5         | 30        | 8          |